# Monte Mabu
O Monte Mabu é uma montanha no norte de Moçambique, famosa pela sua floresta primária. O monte Mabu tem cerca de 1700 m de altitude máxima, e a floresta cobre 7000 hectares. Embora conhecido em Moçambique, o monte Mabu só se tornou famoso nos meios científicos após 2005, com a descoberta de uma grande biodiversidade de vida selvagem. Cientistas do Mulanje Mountain Conservation Trust (MMCT) e diversos ornitólogos notaram em imagens do Google Earth, e en  2008 cientistas dos Reais Jardins Botânicos de Kew, que se tratava de um potencial "hotspot" de biodiversidade. É por vezes chamada de "Floresta do Google".

## Biodiversidade
Cerca de 126 espécies de aves foram identificadas, algumas estando ameaçadas, incluindo Alethe choloensis. Também se observaram Swynnertonia swynnertoni and Apalis lynesi.
Várias novas espécies foram descobertas na floresta do monte Mabu. O isolamento da floresta tropical, rodeada de savana, torna-a numa espécia de "ilha biogeográfica". Entre as espécies estão:
- Helixanthera schizocalyx, espécie de visco tropical da família Loranthaceae.[5]
- Nadzikambia baylissi, camaleão.[8]
- Rhinolophus mabuensis, morcego.[9]
- Atheris mabuensis, víbora.[10]
- Dipsadoboa montisilva, serpente arbórea.[11]
- Rhampholeon maspictus, camaleão-pigmeu.[12]
- Cymothoe baylissi, borboleta.[13][14]
- Epamera malaikae, a butterfly.[15]
- Leptomyrina congdoni, borboleta.[16]